# Morbo di K
Il morbo di K è una malattia inventata nel 1943, durante la Seconda guerra mondiale, dal primario del Fatebenefratelli Giovanni Borromeo per salvare alcuni ebrei italiani dalle persecuzioni nazifasciste a Roma.

## Storia

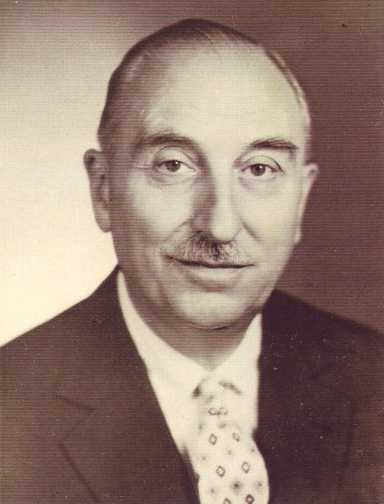
Giovanni Borromeo

La malattia venne inventata dal dottor Giovanni Borromeo, primario al Fatebenefratelli, per salvare decine di ebrei romani dalle persecuzioni nazifasciste ed evitare che venissero inviati nei campi di sterminio; venne così definita dalle iniziali degli ufficiali nazisti Kesselring e Kappler. I medici del Fatebenefratelli compilarono false cartelle cliniche con il nome della malattia definita “contagiosissima” in modo tale da scoraggiare i nazisti a controllare i nomi dei pazienti.
Al morbo di K fu dedicato un reparto in cui furono ricoverati sotto falso nome ebrei e polacchi; questi restavano qualche giorno fino a quando da una tipografia non arrivavano clandestinamente falsi documenti di identità che permettessero la fuga dopo essere stati dichiarati morti con il loro vero nome. Il 16 ottobre 1943 le truppe tedesche della Gestapo entrarono nel ghetto e in altre zone della città per un rastrellamento che porterà all'arresto di oltre mille persone; la maggior parte delle quali verrà poi deportata direttamente ad Auschwitz. Alcuni riuscirono a fuggire, trovando rifugio presso l'ospedale Fatebenefratelli. Il dottor Borromeo, insieme a Sacerdoti, falsificarono le cartelle cliniche, segnando per tutti i fuggitivi la stessa diagnosi, il morbo di K. A seguito di un controllo da parte dei tedeschi, vennero controllati tutti i degenti nell'ospedale; per salvare i finti degenti del padiglione del morbo di K, Giovanni Borromeo, che parlava tedesco, spiegò ai soldati la pericolosità del morbo e quanto fosse contagioso e questo fece desistere i tedeschi dall'ispezionare il padiglione.
Qui lavorava, sotto falso nome, anche il medico ebreo Vittorio Emanuele Sacerdoti a cui, nonostante le leggi razziali, era stato dato un posto di praticante studente per segnalazione di suo zio, il noto fisiopatologo Marco Almagià di cui il primario del Fatebenefratelli, Giovanni Borromeo, era stato allievo. Secondo la testimonianza di Sacerdoti, rilasciata nel 1998 alla Shoah Foundation, si trattava di suoi pazienti che, sapendolo in ospedale, avevano pensato di rivolgersi a lui per aiuto; sia il primario, Giovanni Borromeo, sia i frati, non si opposero al ricovero permettendo di salvare, almeno per quel giorno, la vita di queste persone.
A questa vicenda si è poi aggiunta quella narrata da Gina Almagià e sua madre, che furono tenute in ospedale da Borromeo insieme ad alcuni membri della famiglia.
Questa storia si inquadra nella drammatica situazione che venne a crearsi in tutta Italia, e in particolare a Roma, a seguito dell'armistizio dell'8 settembre 1943; da quel momento, narra Sacerdoti, il Fatebenefratelli, divenne destinazione di molti fuggitivi "carabinieri, polizia dell'Africa orientale, partigiani, ebrei e, successivamente, fascisti".
Nel 2004 lo Yad Vashem, l'Ente nazionale per la Memoria della Shoah di Israele, ha riconosciuto come giusto Giovanni Borromeo per l'aiuto prestato a cinque membri della famiglia Almajà-Ajò-Tedesco.
Nel 2007 il figlio di Giovanni Borromeo, Pietro Borromeo, ha pubblicato una storia della vicenda basata sulle sue memorie e su quelle attribuite al padre. Parrebbe essere con questo libro che la storia dell'invenzione del "Morbo di K." abbia preso forma. Nell'intervista della Shoah Foundation, Sacerdoti racconta che i medici si riferivano a questi pazienti, come pazienti "Kesselring" (il generale tedesco Albert Kesselring) per indicare i pazienti in fuga dai tedeschi.
Nel 2012 Gordon Thomas riprende la storia in un libro su Pio XII, in cui descrive la preparazione di un piano di soccorso degli ebrei tra Vittorio Sacerdoti, Giovanni Borromeo e una certa Suor Ester nelle settimane precedenti alla retata del 16 ottobre.